# Ernest Masters
Ernest Masters (Oldbury, 1899 – 24 dicembre 1918) è stato un aviatore inglese.
Il tenente Ernest Harold Masters fu un asso dell'aviazione britannico della prima guerra mondiale accreditato con otto vittorie aeree.

## Biografia
Masters è nato ad Oldbury (West Midlands), nel Worcestershire, il figlio di George e Fanny Masters. Entrò a far parte del Royal Flying Corps come cadetto e fu nominato sottotenente temporaneo (in prova) nella Lista generale il 26 settembre 1917. Fu nominato flying officer il 29 dicembre 1917.
Masters fu inviato al No. 45 Squadron RFC, con sede nel nord Italia, all'inizio del 1918, sul Sopwith Camel. Le sue prime vittorie arrivarono presto la mattina del 13 maggio 1918 quando lui ed il tenente Francis Stephen Bowles condividettero l'abbattimento di un Albatros D.III su Costa, e poi un LVG C da solo su Frison poco dopo. Masters ha ottenuto un'altra doppia vittoria il 19 giugno, su due Albatros D.V sul Monte Meatta-Asiago. Il 14 luglio ha abbattuto un tipo D su Cismon del Grappa, il 10 agosto un LVG C su Foclatti ed il 20 agosto un altro tipo C a sud di Asiago. Nel settembre 1918 il suo squadron fu trasferito in Francia, dove il 23 ottobre 1918 abbatte un Rumpler Flugzeugwerke C sopra Coincourt.
Il 2 novembre 1918 riceve la Croix de guerre 1914-1918 (Francia).
Masters è morto in un incidente aereo il 24 dicembre 1918 ed è sepolto nel cimitero britannico di Duisans ad Étrun.